# 格雷縣 (德克薩斯州)
格雷县（英語：Gray County）是位於美國德克薩斯州北部狹地的一個縣。面積2,407平方公里。根據美國2000年人口普查估計，共有人口22,744人。縣治潘帕（Pampa）。
成立於1876年8月21日，縣政府成立於1902年5月27日。縣名紀念州議員、美利堅邦聯國會議員、德克薩斯州最高法院法官彼得·W·格雷。